# Göran Everdahl
Arne Göran Eli Everdahl, född 11 november 1964 i Piteå, är en svensk journalist och filmkritiker. Han skriver krönikor och diskuterar film i både radio och TV. Everdahl är också känd som återkommande medlem av panelen i Spanarna, Sveriges Radios långlivade program om samtidens trender. 
I februari 2014 vann han TV-programmet På spåret tillsammans med Helena von Zweigbergk. Laget deltog även året efter och gick då till kvartsfinal. 

## Biografi
Everdahl har under åren verkat både för radio och TV, och synts i tidningar och böcker, ofta med ett mediekunnigt perspektiv och ofta baserat kring film. I början av 1990-talet dök han upp i TV-programmet Dabrowski. Där fungerade han som parhäst med Calle Norlén – båda två är uppvuxna i Umeå – i olika samtal eller som presentatör av små samtidssatiriska kortfilmer. Everdahl och Norlén belönades för det samarbetet med pris av Publicistklubben ("SM i satir", 1991).
Göran Everdahl medverkar löpande i radioprogrammet Spanarna, där han under senare år varit en av de flitigaste deltagarna. Han är/har varit fast filmrecensent i bland annat Filmkrönikan, Gomorron Sverige och Go'kväll.
Everdahl var  1993 och 2002 sommarvärd i radio. Han har skrivit ett antal böcker om film och TV; 1998 års Tvål! Kärlek, svek och härligt hat på teve presenterar tvåloperans historia och föregångare. Hans fasta krönika i ICA-kuriren under rubriken "Bildningsakuten", som på ett lättfattligt sätt beskriver olika sorters vetande, har kommit ut i två volymer.
Göran Everdahl har verkat för TV i olika roller. 1999 var han en av två manusförfattare till Nya lögner, och 2012 deltog han i tävlingsprogrammet Intresseklubben.
2006 belönades Everdahl med Svenska Serieakademins hedersdiplom för sina journalistiska insatser för tecknade serier.
Everdahl har skrivit en kulturhistorisk bok om ordet lagom.